# Éimhear
Éimhear  è un nome proprio di persona irlandese femminile.

## Varianti
- Femminili: Éimear[2], Eimear[1], Emer[1][2]

### Varianti in altre lingue
- Scozzese: Eimhir[1][2]

## Origine e diffusione
È la moderna forma irlandese di Emer, dall'etimologia molto dubbia. Le varie ipotesi lo riconducono al celtico amaro ("dolore") o al gaelico eimh ("veloce").
È presente nella mitologia irlandese, dove Emer è la moglie di Cú Chulainn.

## Persone

### Varianti
- Eimear Quinn, cantante irlandese